# (1456) Saldanha
(1456) Saldanha es un asteroide perteneciente al cinturón exterior de asteroides descubierto el 2 de julio de 1937 por Cyril V. Jackson desde el observatorio Union de Johannesburgo, República Sudaficana.

## Designación y nombre
Saldanha fue designado al principio como 1937 NG.
Posteriormente se llamó así por la bahía sudafricana de Saldanha.

## Características orbitales
Saldanha orbita a una distancia media del Sol de 3,219 ua, pudiendo acercarse hasta 2,526 ua. Su excentricidad es 0,2151 y la inclinación orbital 10,46°. Emplea 2109 días en completar una órbita alrededor del Sol.